# Ринок освітніх послуг
Ринок освітніх послуг — це система відносин в ринкових умовах, з приводу купівлі-продажу освітньої послуги, яка в силу цього стає товаром. Важливо розуміти, що на даному ринку об'єктом купівлі-продажу є не сама освіта, як процес набуття знань, а освітня послуга, що включає в себе комплекс матеріальних та нематеріальних ресурсів, необхідних для процесу навчання. Ринок освітніх послуг можна розглядати в двох аспектах: як самостійний елемент та як частину ринку праці.
Науковці-економісти виділяють наступні характеристики ринку освітніх послуг (далі — РОП).
Ринок освітніх послуг характеризується:
1. 1) поглибленням селективної функції освіти;
2. 2) розвитком функції адаптації освіти і людини до нових можливостей навчання, перенавчання, підвищення кваліфікації;
3. 3) посиленням конкурентоспроможності та динамічності працівника на ринку праці;
4. 4) диференціацією форм і видів освітніх послуг;
5. 5) створенням напруги на ринку праці через отримання випускниками незатребуваних спеціальностей;
6. 6) формуванням недержавної освіти на всіх рівнях;
7. 7) змінами суспільної думки, в яких освіта стала сприйматися як найважливіша умова виживання, основа матеріального благополуччя;
8. 8) орієнтацією молоді на престижні професії тощо.

Ринок освітніх послуг в контексті розвитку ринкових відносин трактується, зазвичай, як сфера обігу чи система економічних відносин з приводу купівлі-продажу освітніх послуг. Тобто, якщо ми говоримо про освіту як елемент ринкової економіки, що є специфічним для нашої держави, то на цьому ринку повинні бути продавець, покупець та товар. Л. М. Хижняк пропонує окрім загальновизнаних продавців та споживачів товару, до складу учасників ринку освіти віднести чисельних посередників — освітні фонди, служби зайнятості, біржі праці, органи ліцензування та акредитації освітніх установ тощо. Вони служать механізмами, за допомогою яких освітня послуга просувається на ринок.
Продавцями на ринку освітніх послуг є університети та інші заклади освіти. Покупцями (споживачами) виступають абітурієнти, їх батьки, що обирають навчальний заклад у залежності від цілого ряду умов і параметрів; роботодавці — фірми, установи, організації та підприємства, що оплачують навчання своїх співробітників; підприємства, організації і установи, що наймають випускників.
Освітня послуга виступає на ринку освіти товаром, хоча й досить своєрідним. Треба відмітити, що його особливість перш за все полягає у тому, що вона (товар-освітня послуга) одночасно й надається, й споживається. Товаром на ринку освітніх послуг є знання, вміння і навички, запропоновані суб'єктами цього ринку (вузами, приватними викладачами, училищами, коледжами тощо). Угоди між суб'єктами, які пропонують ці послуги у сфері освіти, та його споживачами здійснюються у вигляді обміну. Вочевидь, що на даний час угоди здійснюються так: продавець освітньої послуги навчає чомусь споживача і підкріплює отриману освіту дипломом, посвідченням, атестатом, а споживач вносить плату за навчання, або за нього це робить, наприклад, держава. Отже, вищий навчальний заклад виходить на ринок освіти і на ринок праці з результатами своєї освітньої діяльності (послуг, програм, курсів тощо), опосередкованими у знаннях, вміннях та навичках випускників, підтверджених дипломом (сертифікатом).